# Fichtelbergschanzen
Fichtelbergschanzen – kompleks skoczni narciarskich znajdujący się w niemieckiej miejscowości Oberwiesenthal. W jego skład wchodzą skocznie o punktach konstrukcyjnych K95, K64, K51, K36, K15, K9 i K4. 
Rekordzistą normalnego obiektu jest niemiecki skoczek narciarski Jonathan Siegel, który w 2016 r. uzyskał 109 metrów.

## Parametry skoczni normalnej
- Punkt konstrukcyjny: 95 m
- Wielkość skoczni (HS): 105 m
- Punkt sędziowski: 105 m
- Rekord skoczni: 109 m -  Jonathan Siegel (16.01.2016)
- Długość rozbiegu: 84,05 m
- Nachylenie progu: 37°
- Wysokość progu: 6,35 m
- Nachylenie zeskoku: 10°
- Średnia prędkość na rozbiegu: ok. 87,12 km/h